# جوشوا ريد جيدنجز
جوشوا ريد جيدنجز (بالإنجليزية: Joshua Reed Giddings )‏ (و. 1795 – 1864 م) هو سياسي، ومحامي أمريكي، كان عضوًا في الحزب الجمهوري الديمقراطي، والحزب الجمهوري، وحزب اليمين، توفي في مونتريال، عن عمر يناهز 69 عاماً.

## مناصب
تولى منصب عضو مجلس النواب الأمريكي
- عضو مجلس نواب أوهايو.